# Robert Beisert
Robert Beisert (* 27. März 1833 in Sprottau; † 10. März 1893 in Berlin) war Jurist und Mitglied des Deutschen Reichstags.

## Leben
Beisert besuchte das Gymnasium in Görlitz und studierte von 1851 bis 1854 Rechtswissenschaften an den Universitäten in Breslau, Heidelberg und Berlin. In Breslau wurde er 1851 Mitglied der Raczeks. 1854 trat er in den Staatsdienst bei dem Kriegsgericht Sprottau. 1859 wurde er Gerichts-Assessor und 1861 Kreisrichter am Kreisgericht Krotoschin. 1866 wurde er dann erst Abteilungsdirigent am Kreisgericht Kosten, wo er 1872 schließlich auch Gerichtsdirektor wurde. 1878 schied er aus dem Staatsdienst aus und wurde Syndikus der Ältesten der Kaufmannschaft von Berlin.
Beisert war Mitglied des Preußischen Abgeordnetenhauses von 1873 bis 1879 und wiederum von 1880 bis 1885. Von 1881 bis 1887 war er Mitglied des Deutschen Reichstags für den Wahlkreis Liegnitz, Goldberg-Haynau und die Liberale Vereinigung bzw. später der Deutschen Freisinnigen Partei.